# Culex ninagongoensis
Culex ninagongoensis är en tvåvingeart som beskrevs av Edwards 1928. Culex ninagongoensis ingår i släktet Culex och familjen stickmyggor. Inga underarter finns listade i Catalogue of Life.